# В поисках сокровищ тамплиеров
«В поисках сокровищ тамплиеров» (дат. Tempelriddernes skat) — датский приключенческий фильм 2006 года, снятый режиссёром Каспером Барфёдом.

## Сюжет
Трое школьников проводили летние каникулы на острове Борнхольм. Любознательный Нис, интересующийся историей крестоносцев, населявших остров в средние века, стал проявлять интерес к местной круглой заброшенной церкви. Он предложил двум своим друзьям, Катарине и Матиасу, осмотреть местную достопримечательность, предполагая, что за потайной дверью церкви есть свидетельства давно утерянных сокровищ рыцарей-тамплиеров. Ребята заходят внутрь, отодвигают потайную дверь и попадают в подземелье средневековой церкви. Там они увидели людей, одетых в чёрные плащи с капюшонами, которые являлись сектой «Чёрное братство»…

## В ролях
- Джули Грюндтвиг Вест — Катарина
- Кристиан Хелдбо Винберг — Нис
- Никлас Свале Андерсен — Матиас
- Фредерикке Томассен — Фие
- Петер Ганцлер — Кристиан
- Ульф Пильгор — Йоханнес
- Курт Равн — Эрик Исаксен
- Биргитте Симонсен — Анетта
- Бент Конради — Гравер
- Сёрен Стин — почтальон

## Критика
Filmdienst назвал фильм «детективной историей в духе Энид Блайтон, которая своим мистическим оттенком вызывает приятный трепет, не перегружая юных зрителей».

## Награды и номинации
- Гамбургский кинофестиваль[англ.] — награда (2006)
- Кинофестиваль в Любеке[англ.] — награда (2006)
- Фестиваль Cinekid[англ.] — награда (2006)
- Роберт — награда и номинации (2007)
- Фестиваль молодёжного кино в Лидсе[англ.] — награда (2007)[4]